# Ашока
Ашо́ка (санскр. अशोक, IAST: Aśoka, «[рождённый] без боли»; хинди अशोक Ashok) — император Империи Маурьев, правивший с 273 года до н. э. вплоть до своей смерти в 232 году до н. э.
После ряда военных успехов Ашока подчинил себе значительную часть Южной Азии от современного Афганистана до Бенгалии и далее на юг до Майсура.

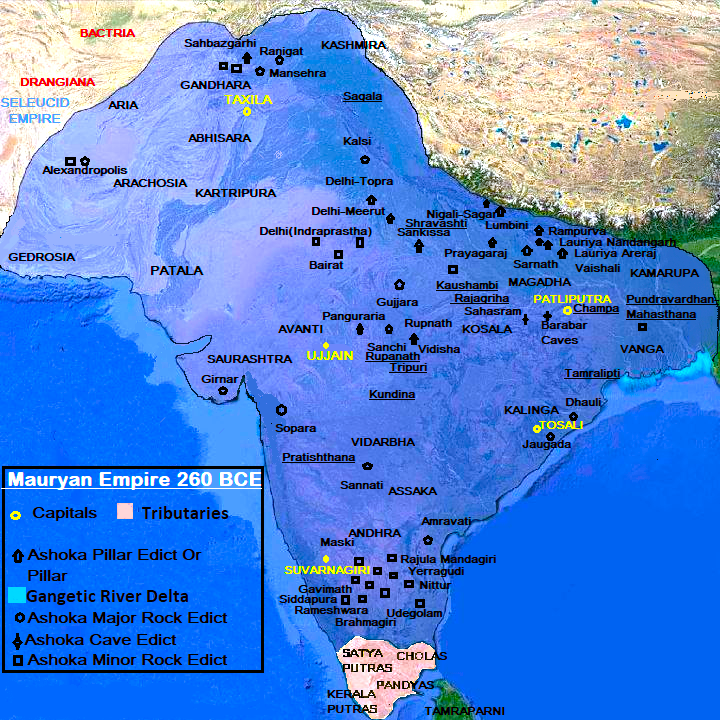
Империя Ашоки

Ашока известен главным образом как великий покровитель буддизма. По мнению современных исследователей, для превращения буддизма в мировую религию этот правитель сделал больше, чем кто бы то ни было.

## Исторические источники
Биографические сведения об Ашоке происходят из буддистской литературы, составленной примерно через триста лет после смерти Ашоки. Их достоверность ничем не подтверждается. Буддистские авторы стремились подчеркнуть кровожадность Ашоки до принятия им «истинной веры». В этой агиографической традиции жизненный путь Ашоки воспроизводит путь Будды — от невежества к просветлению.
Гораздо более достоверные исторические сведения об Ашоке дают 33 надписи, сделанные по его приказу в разных уголках его державы (т. н. «эдикты Ашоки»). Однако имя Ашоки в них не упоминается. В XIX веке учёные установили, что издатель эдиктов и великий царь Ашока, известный по сочинениям буддистов, есть одно и то же лицо. Кроме буддизма Ашока покровительствовал и другим религиям Индостана (джайнизм и т. д.)

## Биография

### Происхождение и детство
Ашока был внуком царя Чандрагупты и сыном Биндусары. Матерью Ашоки была Субхадранги — дочь бедного брахмана по имени Чампаканагар. По легенде, отец отдал её в гарем, потому что получил предсказание, что сын его дочери станет великим правителем. Статус Ашоки в гареме был весьма низкий: у него было много братьев от более знатных жён царя, и ещё старший брат от той же матери.
В детстве Ашока был очень живым и резвым ребёнком, и сладить с ним было очень трудно. Единственное, к чему у него лежало сердце, — это охота, вскоре он стал искусным охотником.
Согласно агиографическим сведениям Ашока не был красив. Но ни один принц не превосходил его в доблести, храбрости, достоинстве, любви к приключениям и искусности в управлении. Поэтому Ашоку любили и уважали все чиновники и простой люд. Биндусара заметил его способности к управлению, и, хоть Ашока был молод, назначил его наместником Аванти.

### Приход к власти
Прибыв в Удджайн, столицу Аванти, Ашока показал себя как превосходный правитель. Он женился на Шакья Кумари — дочери богатого торговца, которая родила ему двух детей, которых звали Махендра и Сангхамитра.
Граждане Таксилы восстали против правления Магадхи. Старший сын Биндусары по имени Сусима, не был способен успокоить народ. Тогда Биндусара послал Ашоку подавить восстание. Хоть Ашока и не имел достаточно сил, но все же смело подошёл к городу и осадил его, и город был взят. Граждане Таксилы не стали противостоять Ашоке, а устроили ему великий торжественный приём.
Восстание в Таксиле показали неспособность Сусимы управлять страной. На совете советников стало ясно, что если Сусима станет царём, то в империи не будет справедливости, из-за чего государство будет сотрясаться от восстаний и придёт в упадок. Поэтому они сообщили Ашоке, что его отец при смерти, и чтобы он спешил к ложу отца.
Император Биндусара умер в 272 году до н. э. Ашока, который прибыл в Паталипутру из Удджайини по просьбе Радхагупты, главы правительства, был коронован как царь Магадхи после смерти своего отца.
О дальнейших событиях источники приводят противоречивую информацию. Возможно, Сусима узнал о смерти отца и понял, что Ашока мог быть коронован как царь. Но он был убит при попытке захватить город.
Шриланкийские хроники сообщают, что это соперничество продолжалось и после того, как Ашока захватил магадхский престол. В результате официальная коронация Ашоки состоялась только через четыре года после захвата им власти.
Как говорят легенды, Ашока убил всех своих братьев ради власти над империей, хотя, с другой стороны, нет никаких исторических свидетельств для подтверждения этих сведений. В надписях на камне, сделанных по его распоряжению, братья Ашоки упоминаются с любовью.
В пятый день третьего месяца Джустамаса 268 года до н. э. состоялась коронация Ашоки.

### Калинга

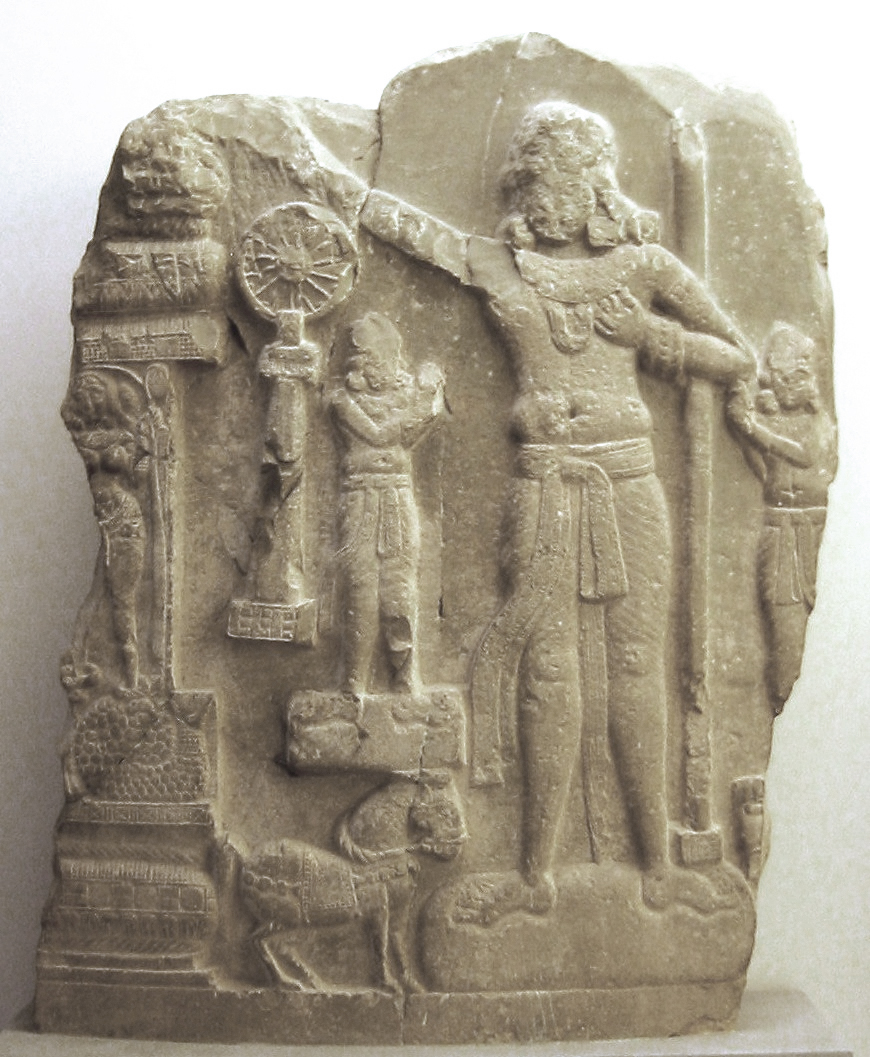
Стела с чакравартином

Через восемь лет после восшествия на трон Ашока объявил войну государству Калинга (территория совр. штата Орисса).
В своём эдикте Ашока сообщает, что во время войны было взято в плен 150 тыс. и убито более 100 тыс. человек. Присоединение Калинги, важной в стратегическом и торговом отношении области, способствовало усилению империи.
Калинга оказала Ашоке упорное сопротивление. Эта область входила в державу Нандов, а затем ей удалось добиться независимости. В специальном эдикте, посвящённом завоеванию Калинги, Ашока сам признавал, что суровые меры наказания применялись и к простому народу, и к знати, которая тоже не захотела смириться с властью Маурьев. Ашоке даже пришлось принимать особые меры, чтобы разрядить обстановку в завоёванной области. Калинге была предоставлена большая самостоятельность, но император лично проверял деятельность местных чиновников, следя, по его собственным словам, за тем, «чтобы не было беспричинного заключения в тюрьму городских жителей и беспричинного причинения страданий».
Традиция считает, что, увидев множество трупов, причинённые страдания и разрушения, Ашока почувствовал сильное раскаяние, что привело его к принятию буддизма и укреплению веры.
...Деванампия Пиядаси спустя восемь лет после восшествия на престол завоевал Калингу. Сто пятьдесят тысяч было изгнано, сто тысяч убито, и ещё множество умерло. После того, как Калинга была покорена, Деванампия испытал сильное влечение к Дхамме, почувствовал благорасположение к Дхамме и наставлениям в ней. Ныне же Деванампия глубоко скорбит о покорении Калинги.Наскальный эдикт 13, 256 г. до н. э.

### Внутренняя политика
В своих эдиктах Ашока подчёркивает, что вместо охоты, которой предавались его предшественники на троне, он проводил время в паломничествах к святыням буддизма и в путешествиях по своей державе с целью инспектирования положения своих подданных. Эдикты Ашоки беспрецедентны в том отношении, что монарх делает упор не на подавлении инакомыслия, а на обеспечении благосостояния своих подданных, на заботе о немощных и неимущих. В одной из надписей Ашока призывает уважать любое вероисповедание.
Ашока запретил принудительные работы. Был составлен список охраняемых животных, запрещена охота ради удовольствия и бесцельное выжигание лесов. Было налажено производство и экспорт медицинского сырья с целью употребления не только для медицинских нужд, но и в ветеринарии, а также создана сеть соответствующих (ветеринарных) медицинских учреждений. Развлечениям прежних правителей Ашока предпочитал паломничества, раздачу подарков и встречи с простыми людьми. По всей империи Ашока инициировал строительство объектов социального назначения. Была создана сеть бесплатных гостиниц, каналов, ирригационных систем и пр. Была также обновлена и всеиндийская система дорог.
Но самой большой своей заслугой Ашока считал деятельность, направленную на исправление нравов, которую он развернул среди подданных:
...Дхамма приумножилась двумя средствами: благодаря основанным на дхамме повелениям, и благодаря переубеждению. Из этих двух, повеления дают мало, тогда как переубеждение дает много. Основываясь на дхамме, я повелел защищать животных, и многое другое. Но именно благодаря переубеждению в народе возросла дхамма не убивать живых существ и не вредить им.
...Вдоль дорог я посадил баньян, чтобы давал тень, и заложил манговые рощи. Через каждые восемь кроса устроил колодцы и гостиницы, и в разных местах водные резервуары для людей и зверей. Но это лишь малые достижения. Подобные блага творили и прежние цари. Я же сделал это для того, чтобы люди следовали дхамме.Дели-Топра, эдикт 7, 242 г. до н. э.
Ашока даже создал нечто подобное институту правозащитников. Для этого он расширил состав верховных государственных чиновников (махаматр), добавив к ним «махаматр дхаммы». Их обязанностями были наставления в практике Дхаммы (санскр. — религии, нравственного закона), а также забота о поддержании справедливости во всех уголках империи. В том числе и инспекция тюрем:
...Они следят за достойным содержанием заключённых и их освобождением, и если Махаматры считают: «Этому необходимо содержать семью», «Этого оговорили», «Этот стар», то они следят, чтобы таких заключённых освободили.Наскальный эдикт 5, 256 г. до н. э.

### Расширение границ империи Мауриев
Империя Мауриев включала огромную территорию. В рамках единого государственного образования были объединены народы и племена, разные в этническом, лингвистическом и культурном отношениях и следовавшие различным религиозным верованиям, традициям, обычаям. Судя по надписям Ашоки, а также «Артхашастре», к этому периоду уже сложилось представление о значительном по территории государстве во главе с «правителем земли, власть которого распространялась на огромные области — от южного океана до вершин Гималаев». Авторами политических трактатов уже подробно разрабатывалось учение о границах государства, его взаимоотношениях с близкими и далёкими соседями.
Для определения границ империи Мауриев при Ашоке основными материалами служат эдикты императора. Некоторые сведения сохранились и в сообщениях античных авторов, повествующих о периоде Чандрагупты. Определённую ценность представляют данные китайских путешественников, особенно в том случае, если они подтверждаются эпиграфическими или археологическими материалами.
В эдиктах Ашоки несколько раз упоминаются йоны и камбоджи как народы, живущие на западе страны. Под йонами подразумевались греки, поселения которых имелись в Арахосии. Для греческого населения и предназначались версии эдиктов Ашоки на греческом языке. Некоторые исследователи полагают, что йоны периода Ашоки были потомками тех греческих поселенцев, которые здесь обосновались ещё при Александре Македонском.
Эдикт Ашоки был обнаружен и в Лампаке (около современного Джелалабада), что подтвердило факт вхождения Паропамиса в империю Маурьев (раньше об этом известно было лишь из античных источников, рассказывающих о результатах перемирия между Чандрагуптой и Селевком).
Исходя из свидетельств поздней кашмирской хроники «Раджатарангини» и дневников китайских пилигримов, можно полагать, что в империю Ашоки входила и часть Кашмира. Согласно традиции, при Ашоке был построен главный город Кашмира — Шринагар. В состав его государства входили также и некоторые области Непала. Данные эпиграфики и письменных источников позволяют включать в империю территорию современной Бенгалии.

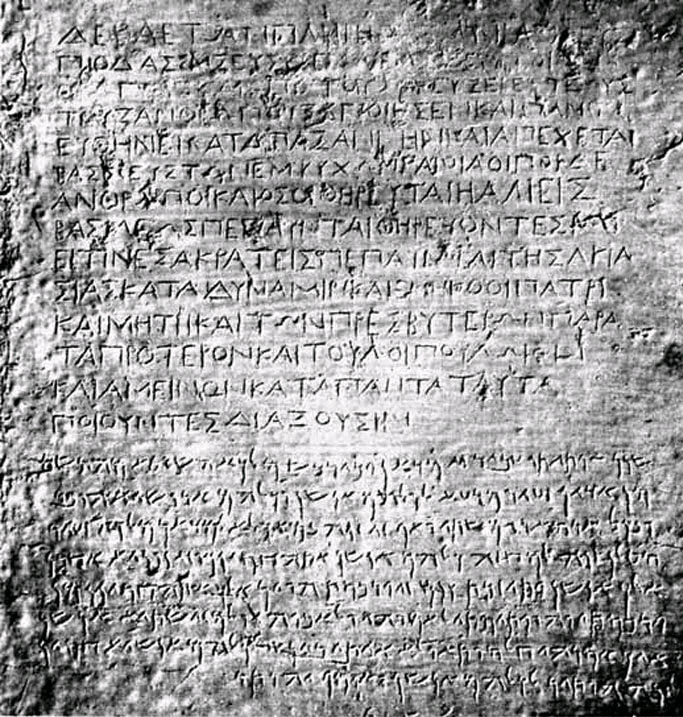
Двуязычный эдикт царя Ашоки на греческом и арамейском из Кандагара. Кабульский музей

Находки эдиктов Ашоки в Южной Индии помогли установить южную границу империи. Условно она может быть проведена к югу от современного округа Читалдруг. На юге империя граничила с государствами Чола, Кералапутра и Сатьяпутра, которые упоминаются в эдиктах Ашоки как не входящие в его государство. Однако Маурии поддерживали с этими областями тесные контакты. Там строились буддийские ступы, туда посылались проповедники. Дипломатические связи поддерживались со многими странами, в том числе с эллинистическими государствами Запада, с Цейлоном, некоторыми областями Центральной Азии и т. д.
В одном из своих эдиктов Ашока, давая наставления чиновникам, говорит:
...Люди незавоёванных территорий могут подумать: «Каковы намерения царя относительно нас?» — Мое единственное намерение в том, чтобы они жили без страха предо мной, могли мне доверять, и чтобы я мог дать им счастье, а не горе. Более того, они должны понять, что царь простит тех, кто может быть прощён.
...Вы же должны исполнять свои обязанности и заверить их так: «Царь как отец. Он чувствует по отношению к нам то же, что он чувствует по отношению к себе. Мы для него, как его собственные дети».Наскальный эдикт 2, 256 г. до н. э.
Ашока поддерживал тесные дипломатические отношения со многими странами. В его эдиктах упоминается селевкидский царь Антиох (Антиох II Теос — внук Селевка), правитель Египта Птолемей (Птолемей II Филадельф), царь Македонии Антигон II Гонат, царь Кирены Маг и царь Эпира Александр. В различные страны были посланы маурийские послы (дута), целью которых было распространение буддизма.
...Отныне победу дхаммы считает Деванампия наилучшей победой. И она была одержана внутри, на границах, и даже на расстоянии в шестьсот йоджан, где правит греческий царь Антиох, и далее, где правят четыре царя, а именно Птолемей, Антигон, Маг и Александр.Наскальный эдикт 13, 256 г. до н. э.
Очень тесными были связи с островом Шри-Ланка, куда Ашока направил специальную миссию во главе со своим сыном Махиндой для распространения буддизма. Царь острова Тисса в ответ на это в честь Ашоки принял титул — «милый богам» (Деванампия) и направил своё посольство в Паталипутру.

### Принятие буддизма
С маурийским периодом связано широкое распространение в Индии буддизма. Возникший за несколько веков до эпохи Мауриев как небольшая секта бродячих монахов, буддизм к III веку до н. э. стал одним из главных течений в духовной жизни древнеиндийского общества. В это время существовала организованная буддийская община — сангха, были оформлены основные канонические сочинения.

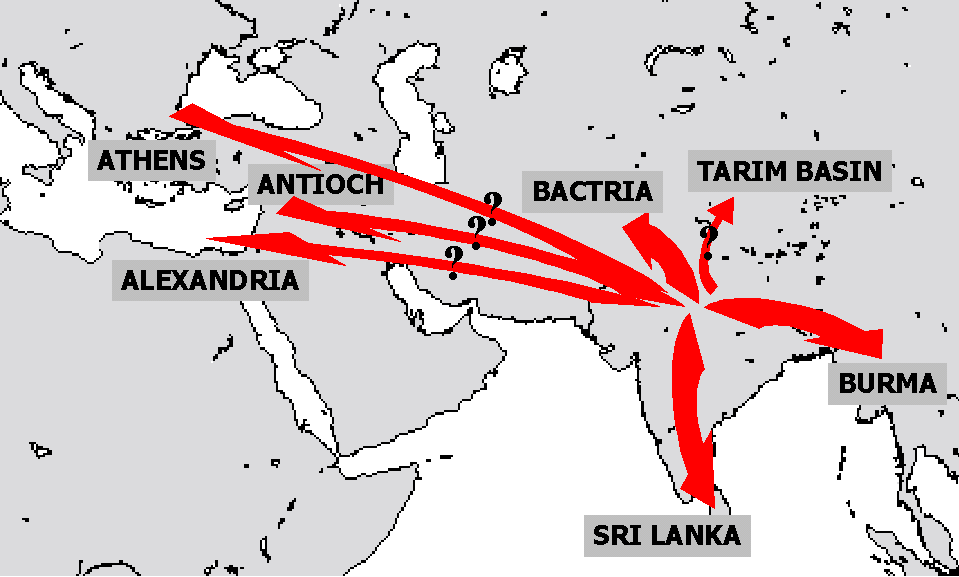
Буддийский прозелитизм при Ашоке

Судя по различным источникам, Ашока не сразу принял буддизм. При дворе своего отца он занимался с учёными различных школ — ортодоксальных и так называемых еретических направлений. Затем Ашока посетил буддийскую общину, выяснил основы учения Будды и стал упасака, то есть светским последователем буддизма. В эдиктах он сам рассказывает об эволюции своих взглядов. В первое время император не уделял особого внимания буддийской общине, но затем, после личного знакомства с жизнью буддийских монахов в столице, стал активно поддерживать буддистов и помогать общине. Особенно интерес к буддийскому учению, к его этическим нормам усилился после войны с Калингой, когда специальное значение приобрела политика Дхаммавиджаи — распространения основных норм поведения (Дхаммы).
По некоторым источникам Ашока получил инициацию от Упагупта, одного из величайших последователей Будды, и обрёл прибежище в Дхамме (Учении) Будды — в Сострадании Будды и в Свете Будды. Его больше не интересовали царство и трон. Со временем он стал странствующим монахом. Он ходил по свету в одежде цвета охры, прославляя Будду и строя буддийские храмы. Он открывал бесплатные больницы для бедных и безвозмездно раздавал вещи бедным и нуждающимся. Он стал воплощением сострадания. Даже его собственная дочь отправилась на Цейлон, чтобы нести Свет Будды. Везде, где бывал Ашока, — даже в горных пещерах, — всюду им было начертано послание Будды: «Ahingsha parama dharma. — Ненасилие — величайшая добродетель (санскр.)».
Будучи буддистом, Ашока в течение всего царствования оставался мирянином и не выпускал из своих рук бразды правления. Мнение некоторых учёных о том, что Ашока будто бы был царём-монахом, ушедшим в конце царствования в буддийский монастырь, противоречит имеющимся материалам источников. Столь же неправильна и точка зрения о том, что буддизм при Ашоке был государственной религией.
Оказывая буддийской общине особое покровительство, Ашока не превратил буддизм в государственную религию. Главной чертой его религиозной политики была веротерпимость, и он придерживался этой политики в течение почти всего периода своего царствования.
...Тот, кто восхваляет свою религию по причине излишней преданности и порочит другие, имея мысль: «прославлю так свою религию», только вредит собственной религии. Поэтому полезно дискутировать. Следует слушать и уважать доктрины, проповедуемые другими. Деванампия Пиядаси повелевает, чтобы все разбирались в коренных доктринах других религий.Наскальный эдикт 12, 265 г. до н. э.

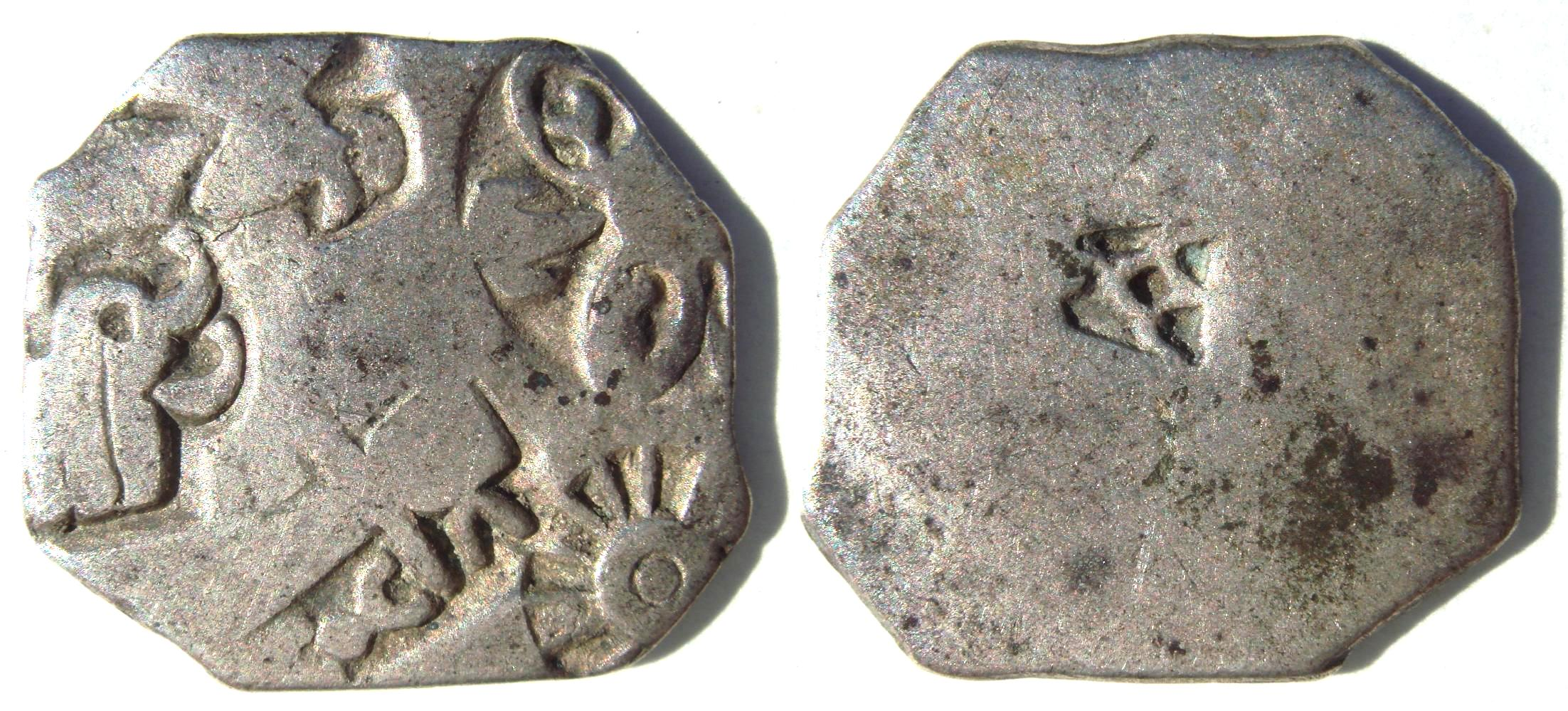
Монета государства Мауриев с колесом Дхаммы и слоном

В своих эдиктах Ашока выступает за объединение всех сект, но не путём насилия, а в результате развития главных принципов их учений. Судя по эдиктам, Ашока дарил пещеры адживикам, которые были в этот период одними из главных соперников буддистов и пользовались значительным влиянием в народе. Из эдиктов известно и о том, что царь посылал своих представителей в общины джайнов и к брахманам. Именно политика религиозной терпимости при умелом контроле государства над жизнью различных религиозных сект позволила Ашоке избежать конфликта с сильной прослойкой брахманов, с адживиками, джайнами и вместе с тем особенно усилить буддизм. Когда же в последние годы царствования Ашока отступил от политики веротерпимости и стал проводить явно пробуддийскую политику, это вызвало решительную оппозицию у приверженцев других религий и привело к тяжёлым для царя и его власти последствиям.
В конце царствования Ашока входит в очень тесный контакт с буддийской общиной и, по некоторым сведениям, отступив от своих прежних принципов, начинает даже гонения против адживиков и джайнов.
Взаимоотношения буддистов с представителями других религий в этот период резко осложнились. Определённые трудности возникали и среди самих буддистов: источники рассказывают о столкновении последователей разных буддийских школ. В связи с этим император внимательно следил за целостностью буддийской общины. Он издаёт специальный указ о борьбе против раскольников — монахов и монахинь, которые подрывали единство сангхи. По указу их следовало изгнать из общины. Вместе с тем Ашока рекомендует буддийским монахам пристально изучать буддийские тексты и называет ряд буддийских канонических сочинений, посвящённых преимущественно дисциплинарным вопросам. Согласно буддийской традиции, в период правления Ашоки в Паталипутре состоялся Третий буддийский собор.
Ашока был первым царём Индии, который понял важность буддизма в укреплении империи и способствовал его распространению. Большая часть его эдиктов была обращена не к монахам, а к мирянам. Поэтому в надписях не упоминается о нирване, четырёх благородных истинах, восьмеричном пути и других специальных понятиях. Главное — это практическая направленность надписей, которые сам император называл «эдиктами о Дхамме».

### Судьба империи

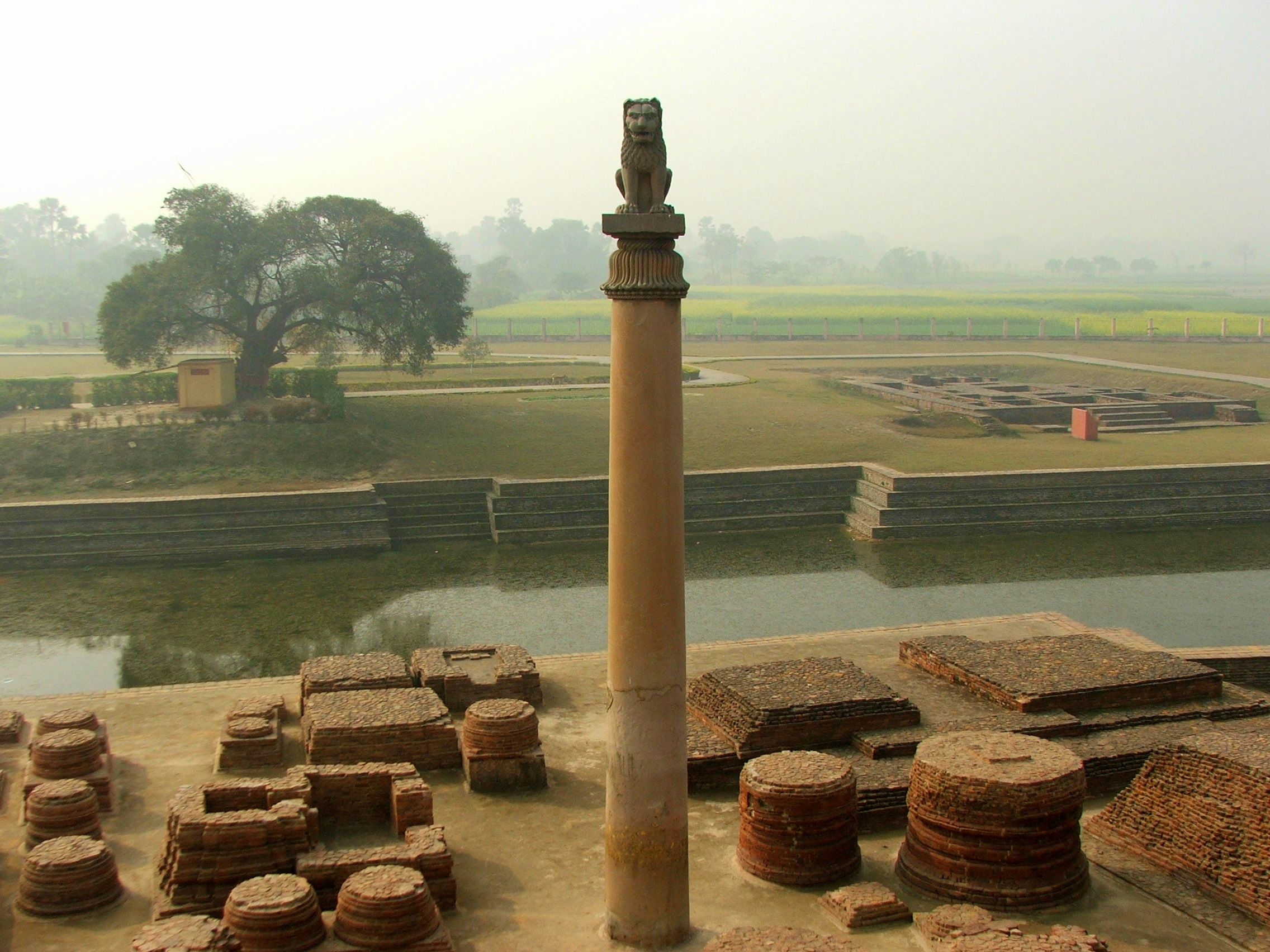
Одна из колонн Ашоки

Если верить поздним буддистским писаниям, к концу своего правления царь Ашока, преподнося щедрые дары в пользу буддийской общины для процветания учения Будды, разорил государственную казну. В этот период внук Ашоки — Сампади (Самирати, Сампрати) стал наследником престола. Царские сановники сообщили ему о чрезмерных дарах императора и потребовали их немедленно отменить. По приказу Сампади распоряжения Ашоки о пожалованиях буддийской общине не выполнялись. Фактически власть сосредоточилась в руках Сампади. Ашока, как рассказывают источники, с горечью должен был признать, что его приказы стали лишь мёртвой буквой, а он лишился царства и власти, хотя формально и оставался царём.
Согласно буддистской традиции Сампади был последователем джайнизма, его поддерживали крупные сановники. В стране в это время создалось трудное финансовое положение, вспыхивали восстания. Одно из крупных волнений произошло в Таксиле, где во главе недовольных встал местный правитель.
В заговоре против царя, как повествуют буддистские предания, принимала участие и царица Тишьяракшита, тоже противница буддизма. Показательно, что в одном из самых поздних эдиктов приказ отдаётся не от имени Ашоки, как ранее, а от имени царицы. Приказ касался различных даров, то есть того острого вопроса, который, судя по буддийским текстам, формально и привёл к конфликту царя с его окружением. Можно предполагать, что совпадения эпиграфического свидетельства и данных буддийской традиции далеко не случайны. Они отражают реальную картину последних лет царствования Ашоки.
Его наследникам уже, очевидно, не удалось сохранить единство империи. На основании источников можно предполагать, что империя распалась на две части — восточную с центром в Паталипутре и западную с центром в Таксиле. Свидетельства источников о прямых наследниках Ашоки разноречивы, но есть основания полагать, что в Паталипутре царём стал Сампади, или Дашаратха, которого некоторые пураны считают сыном и преемником Ашоки. Подобно Ашоке, Дашаратха носил титул «милый богам» и оказывал покровительство адживикам, о чём свидетельствуют его эдикты о дарении им пещер.

## Наследие

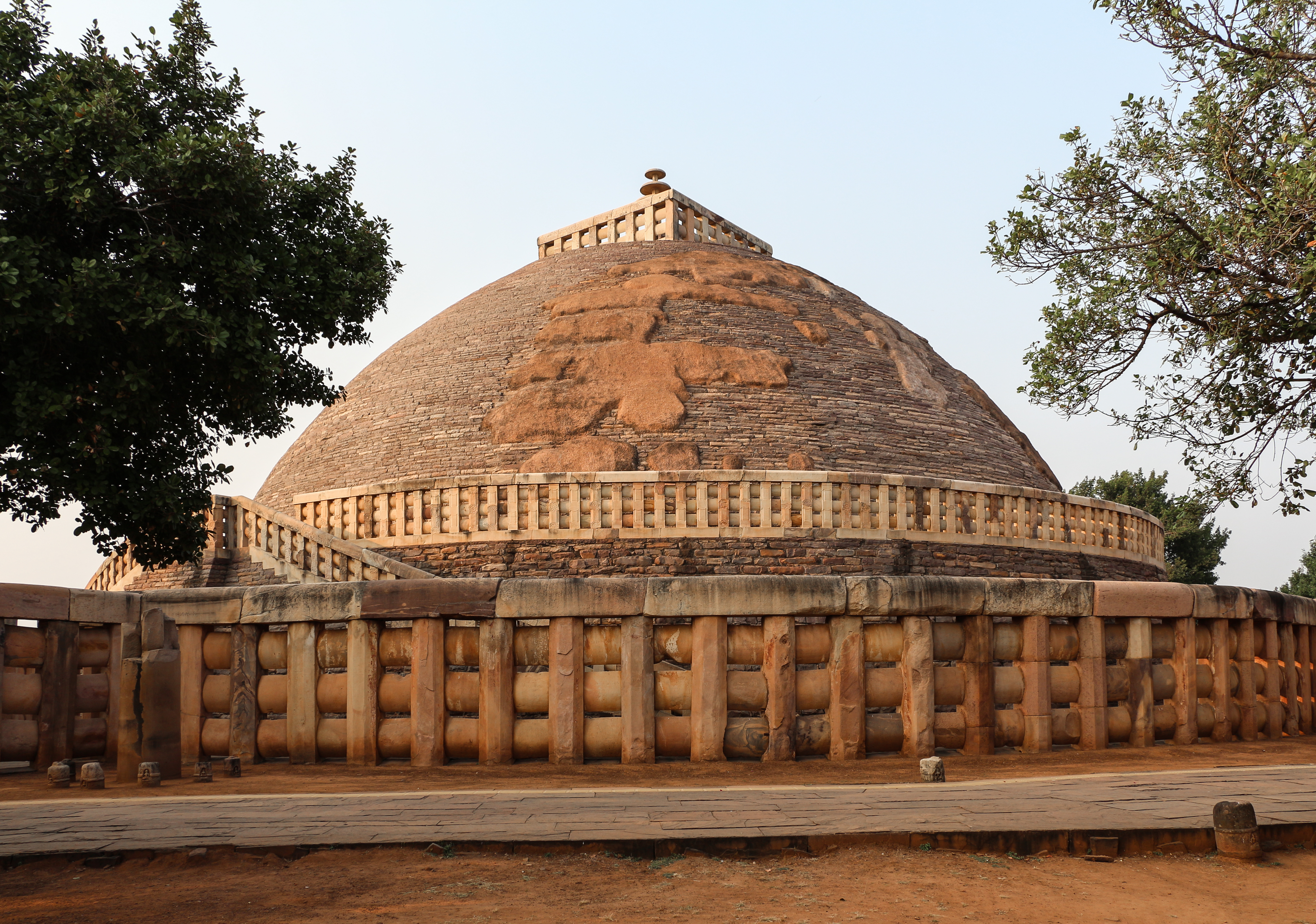
Первая ступа

После смерти Ашоки империя Мауриев постепенно пришла в упадок и пала в 180 году до н. э. вследствие заговора. Всего за несколько столетий браминам удалось стереть память о первом объединителе Индии, собравшем под своим скипетром больше индийских земель, чем кто-либо до начала колонизации полуострова англичанами. В какой-то степени его постигла судьба Эхнатона. Враждебность браминов имеет объяснение: в своих эдиктах Ашока игнорировал кастовую систему и запрещал традиционные для индуизма жертвоприношения; вся его идеология была направлена на подрыв позиций брахманизма. Вновь вписал эту фигуру в историю англичанин Джеймс Принсеп, расшифровавший в 1837 году эдикты на колоннах и установивший авторство Ашоки.
В современных индийских учебниках великий правитель упоминается лишь мимоходом, хотя Джавахарлал Неру настоял на том, чтобы на гербе Индии было изображено навершие колонны Ашоки в Сарнатхе. Лучше сохранили память о нём буддистские страны. Монархи Китая, Цейлона и Камбоджи, исповедовавшие буддизм, считали Ашоку своим образцом. В буддистской традиции он рассматривается как идеал благочестивого монарха, построивший первые ступы и учредивший паломничества к святыням Будды.